# Седрік Джогуе
Седрік Джогуе (фр. Cédric Djeugoué, нар. 28 серпня 1992) — камерунський футболіст, захисник клубу «Котон Спорт» та національної збірної Камеруну.

## Клубна кар'єра
У дорослому футболі дебютував 2013 року виступами за «Дуалу», в якій провів один рік.
До складу клубу «Котон Спорт» приєднався на початку 2014 року.

## Виступи за збірну
2013 року дебютував в офіційних матчах у складі національної збірної Камеруну. 
Наступного року потрапив у заявку збірної на чемпіонат світу 2014 року в Бразилії.
Наразі провів у формі головної команди країни 3 матчі.